# Résultats des recensements linguistiques par arrondissement
Le recensement linguistique de 1846 n'enquêta que sur la langue couramment employée. À partir de 1866, le recensement portait sur la connaissance des différentes langues nationales. À partir de 1910 on questionnait sur la connaissance mais également sur la langue utilisé le plus fréquemment, sans pour autant spécifier dans quel contexte (vie privée, publique, travail).
La source de tous les chiffres sont les résultats publiés dans les volumes du Moniteur Belge concernant les recensements populaires.
Abréviations: NL = Néerlandais - FR = Français - D = Allemand

## Arrondissement de Bruxelles
(comparable à l'actuel arrondissement de Hal-Vilvorde et la Région de Bruxelles-Capitale)
Langue exclusivement ou le plus fréquemment parlée.
| Année | NL Nombre | FR Nombre | D Nombre | NL Part | FR Part | D Part |
| ----- | --------- | --------- | -------- | ------- | ------- | ------ |
| 1910  | 588 292   | 382 498   | 11 284   | 59,9 %  | 38,9 %  | 1,1 %  |
| 1920  | 551 848   | 486 099   | 1 128    | 53,1 %  | 46,8 %  | 0,1 %  |
| 1930  | 576 376   | 581 739   | 5 119    | 49,5 %  | 50,0 %  | 0,4 %  |
| 1947  | 527 391   | 708 615   | 3 625    | 42,5 %  | 57,2 %  | 0,3 %  |

## Arrondissement de Louvain
Langue exclusivement ou le plus fréquemment parlée.
| Année | NL Nombre | FR Nombre | D Nombre | NL Part | FR Part | D Part |
| ----- | --------- | --------- | -------- | ------- | ------- | ------ |
| 1910  | 239 009   | 14 920    | 483      | 93,9 %  | 5,9 %   | 0,2 %  |
| 1920  | 242 878   | 15 745    | 47       | 93,9 %  | 6,1 %   | 0,0 %  |
| 1930  | 262 211   | 19 071    | 110      | 93,2 %  | 6,8 %   | 0,0 %  |
| 1947  | 285 541   | 18 063    | 127      | 94,0 %  | 5,9 %   | 0,0 %  |

## Arrondissement de Nivelles
Langue exclusivement ou le plus fréquemment parlée.
| Année | NL Nombre | FR Nombre | D Nombre | NL Part | FR Part | D Part |
| ----- | --------- | --------- | -------- | ------- | ------- | ------ |
| 1910  | 2 736     | 167 928   | 151      | 1,6 %   | 98,3 %  | 0,1 %  |
| 1920  | 3 755     | 163 663   | 18       | 2,2 %   | 97,8 %  | 0,0 %  |
| 1930  | 5 765     | 169 121   | 30       | 3,3 %   | 96,7 %  | 0,0 %  |
| 1947  | 7 083     | 167 244   | 105      | 4,1 %   | 95,9 %  | 0,1 %  |

## Arrondissement d'Anvers
Langue exclusivement ou le plus fréquemment parlée.
| Année | NL Nombre | FR Nombre | D Nombre | NL Part | FR Part | D Part |
| ----- | --------- | --------- | -------- | ------- | ------- | ------ |
| 1910  | 546 367   | 29 080    | 11 355   | 93,1 %  | 5,0 %   | 1,9 %  |
| 1920  | 582 705   | 32 587    | 768      | 94,6 %  | 5,3 %   | 0,1 %  |
| 1930  | 663 547   | 41 879    | 6 948    | 93,1 %  | 5,9 %   | 1,0 %  |
| 1947  | 717 864   | 33 312    | 1 854    | 95,3 %  | 4,4 %   | 0,2 %  |

## Arrondissement de Malines
Langue exclusivement ou le plus fréquemment parlée.
| Année | NL Nombre | FR Nombre | D Nombre | NL Part | FR Part | D Part |
| ----- | --------- | --------- | -------- | ------- | ------- | ------ |
| 1910  | 190 213   | 3 296     | 124      | 98,2 %  | 1,7 %   | 0,1 %  |
| 1920  | 193 481   | 4 024     | 22       | 98,0 %  | 2,0 %   | 0,0 %  |
| 1930  | 213 709   | 4 234     | 50       | 98,0 %  | 1,9 %   | 0,0 %  |
| 1947  | 236 083   | 3 306     | 84       | 98,6 %  | 1,4 %   | 0,0 %  |

## Arrondissement de Turnhout
Langue exclusivement ou le plus fréquemment parlée.
| Année | NL Nombre | FR Nombre | D Nombre | NL Part | FR Part | D Part |
| ----- | --------- | --------- | -------- | ------- | ------- | ------ |
| 1910  | 148 684   | 1 114     | 119      | 99,2 %  | 0,7 %   | 0,0 %  |
| 1920  | 161 309   | 964       | 17       | 99,4 %  | 0,6 %   | 0,0 %  |
| 1930  | 186 789   | 1 733     | 41       | 99,1 %  | 0,9 %   | 0,0 %  |
| 1947  | 234 238   | 1 527     | 81       | 99,3 %  | 0,6 %   | 0,0 %  |

## Arrondissement de Hasselt
Langue exclusivement ou le plus fréquemment parlée.
| Année | NL Nombre | FR Nombre | D Nombre | NL Part | FR Part | D Part |
| ----- | --------- | --------- | -------- | ------- | ------- | ------ |
| 1910  | 105 769   | 4 069     | 196      | 96,1 %  | 3,7 %   | 0,2 %  |
| 1920  | 118 921   | 5 065     | 28       | 95,9 %  | 4,1 %   | 0,0 %  |
| 1930  | 144 368   | 7 915     | 3 914    | 92,4 %  | 5,1 %   | 2,5 %  |
| 1947  | 191 897   | 6 792     | 2 996    | 95,1 %  | 3,4 %   | 1,5 %  |

## Arrondissement de Maaseik
Langue exclusivement ou le plus fréquemment parlée.
| Année | NL Nombre | FR Nombre | D Nombre | NL Part | FR Part | D Part |
| ----- | --------- | --------- | -------- | ------- | ------- | ------ |
| 1910  | 56 646    | 347       | 234      | 99,0 %  | 0,6 %   | 0,4 %  |
| 1920  | 62 790    | 224       | 32       | 99,6 %  | 0,4 %   | 0,1 %  |
| 1930  | 73 426    | 619       | 32       | 99,1 %  | 0,8 %   | 0,0 %  |
| 1947  | 97 399    | 661       | 842      | 98,5 %  | 0,7 %   | 0,9 %  |

## Arrondissement de Tongres
Langue exclusivement ou le plus fréquemment parlée.
| Année | NL Nombre | FR Nombre | D Nombre | NL Part | FR Part | D Part |
| ----- | --------- | --------- | -------- | ------- | ------- | ------ |
| 1910  | 83 848    | 8 077     | 65       | 91,1 %  | 8,8 %   | 0,1 %  |
| 1920  | 89 651    | 7 876     | 46       | 91,9 %  | 8,1 %   | 0,0 %  |
| 1930  | 99 679    | 8 500     | 1 978    | 90,5 %  | 7,7 %   | 1,8 %  |
| 1947  | 118 873   | 8 024     | 1 267    | 92,8 %  | 6,3 %   | 1,0 %  |

## Arrondissement d'Alost
Langue exclusivement ou le plus fréquemment parlée.
| Année | NL Nombre | FR Nombre | D Nombre | NL Part | FR Part | D Part |
| ----- | --------- | --------- | -------- | ------- | ------- | ------ |
| 1910  | 194 949   | 1 436     | 137      | 99,2 %  | 0,7 %   | 0,1 %  |
| 1920  | 196 022   | 1 653     | 21       | 99,2 %  | 0,8 %   | 0,0 %  |
| 1930  | 209 624   | 2 100     | 23       | 99,0 %  | 1,0 %   | 0,0 %  |
| 1947  | 226 566   | 2 445     | 58       | 98,9 %  | 1,1 %   | 0,0 %  |

## Arrondissement de Termonde
Langue exclusivement ou le plus fréquemment parlée.
| Année | NL Nombre | FR Nombre | D Nombre | NL Part | FR Part | D Part |
| ----- | --------- | --------- | -------- | ------- | ------- | ------ |
| 1910  | 131 170   | 868       | 106      | 99,3 %  | 0,7 %   | 0,0 %  |
| 1920  | 132 538   | 762       | 7        | 99,4 %  | 0,6 %   | 0,0 %  |
| 1930  | 141 088   | 1 101     | 20       | 99,2 %  | 0,8 %   | 0,0 %  |
| 1947  | 152 856   | 1 096     | 72       | 99,2 %  | 0,7 %   | 0,0 %  |

## Arrondissement d'Eeklo
Langue exclusivement ou le plus fréquemment parlée.
| Année | NL Nombre | FR Nombre | D Nombre | NL Part | FR Part | D Part |
| ----- | --------- | --------- | -------- | ------- | ------- | ------ |
| 1910  | 67 578    | 234       | 8        | 99,6 %  | 0,3 %   | 0,0 %  |
| 1920  | 65 460    | 273       | 5        | 99,6 %  | 0,4 %   | 0,0 %  |
| 1930  | 68 492    | 518       | 6        | 99,2 %  | 0,8 %   | 0,0 %  |
| 1947  | 75 148    | 518       | 21       | 99,3 %  | 0,7 %   | 0,0 %  |

## Arrondissement de Gand
Langue exclusivement ou le plus fréquemment parlée.
| Année | NL Nombre | FR Nombre | D Nombre | NL Part | FR Part | D Part |
| ----- | --------- | --------- | -------- | ------- | ------- | ------ |
| 1910  | 377 372   | 15 694    | 470      | 95,9 %  | 4,0 %   | 0,1 %  |
| 1920  | 362 212   | 27 373    | 91       | 93,0 %  | 7,0 %   | 0,0 %  |
| 1930  | 380 416   | 25 334    | 180      | 93,7 %  | 6,2 %   | 0,0 %  |
| 1947  | 402 456   | 21 578    | 231      | 94,9 %  | 5,1 %   | 0,1 %  |

## Arrondissement d'Audenarde
Langue exclusivement ou le plus fréquemment parlée.
| Année | NL Nombre | FR Nombre | D Nombre | NL Part | FR Part | D Part |
| ----- | --------- | --------- | -------- | ------- | ------- | ------ |
| 1910  | 104 599   | 6 319     | 10       | 94,3 %  | 5,7 %   | 0,0 %  |
| 1920  | 100 318   | 7 079     | 3        | 93,4 %  | 6,6 %   | 0,0 %  |
| 1930  | 100 272   | 8 442     | 4        | 92,2 %  | 7,8 %   | 0,0 %  |
| 1947  | 99 953    | 11 153    | 21       | 89,9 %  | 10,0 %  | 0,0 %  |

## Arrondissement de Saint-Nicolas
Langue exclusivement ou le plus fréquemment parlée.
| Année | NL Nombre | FR Nombre | D Nombre | NL Part | FR Part | D Part |
| ----- | --------- | --------- | -------- | ------- | ------- | ------ |
| 1910  | 154 051   | 790       | 12       | 99,5 %  | 0,5 %   | 0,0 %  |
| 1920  | 151 107   | 1 264     | 26       | 99,2 %  | 0,8 %   | 0,0 %  |
| 1930  | 163 650   | 1 233     | 33       | 99,2 %  | 0,7 %   | 0,0 %  |
| 1947  | 175 280   | 983       | 67       | 99,4 %  | 0,6 %   | 0,0 %  |

## Arrondissement de Bruges
Langue exclusivement ou le plus fréquemment parlée.
| Année | NL Nombre | FR Nombre | D Nombre | NL Part | FR Part | D Part |
| ----- | --------- | --------- | -------- | ------- | ------- | ------ |
| 1910  | 151 005   | 4 489     | 206      | 97,0 %  | 2,9 %   | 0,1 %  |
| 1920  | 154 388   | 5 881     | 21       | 96,3 %  | 3,7 %   | 0,0 %  |
| 1930  | 159 004   | 7 881     | 76       | 95,2 %  | 4,7 %   | 0,0 %  |
| 1947  | 183 468   | 7 798     | 52       | 95,9 %  | 4,1 %   | 0,0 %  |

## Arrondissement de Dixmude
Langue exclusivement ou le plus fréquemment parlée.
| Année | NL Nombre | FR Nombre | D Nombre | NL Part | FR Part | D Part |
| ----- | --------- | --------- | -------- | ------- | ------- | ------ |
| 1910  | 50 989    | 149       | 1        | 99,7 %  | 0,3 %   | 0,0 %  |
| 1920  | 37 175    | 87        | 0        | 99,8 %  | 0,2 %   | 0,0 %  |
| 1930  | 43 434    | 293       | 4        | 99,3 %  | 0,7 %   | 0,0 %  |
| 1947  | 46 193    | 222       | 16       | 99,5 %  | 0,5 %   | 0,0 %  |

## Arrondissement d'Ypres
Langue exclusivement ou le plus fréquemment parlée.
| Année | NL Nombre | FR Nombre | D Nombre | NL Part | FR Part | D Part |
| ----- | --------- | --------- | -------- | ------- | ------- | ------ |
| 1910  | 107 775   | 14 604    | 11       | 88,1 %  | 11,9 %  | 0,0 %  |
| 1920  | 74 024    | 8 711     | 1        | 89,5 %  | 10,5 %  | 0,0 %  |
| 1930  | 95 814    | 17 514    | 8        | 84,5 %  | 15,5 %  | 0,0 %  |
| 1947  | 100 417   | 17 866    | 33       | 84,9 %  | 15,1 %  | 0,0 %  |

Les communes suivantes furent transférées de l'arrondissement d'Ypres (province de Flandre Occidentale) vers le nouvel arrondissement de Mouscron (province de Hainaut) en 1962 lors de la fixation de la frontière linguistique.
Ploegsteert - Warneton - Bas-Warneton - Houthem - Comines

## Arrondissement de Courtrai
Langue exclusivement ou le plus fréquemment parlée.
| Année | NL Nombre | FR Nombre | D Nombre | NL Part | FR Part | D Part |
| ----- | --------- | --------- | -------- | ------- | ------- | ------ |
| 1910  | 173 484   | 29 754    | 74       | 85,3 %  | 14,6 %  | 0,0 %  |
| 1920  | 169 165   | 33 144    | 6        | 83,6 %  | 16,4 %  | 0,0 %  |
| 1930  | 193 336   | 40 590    | 52       | 82,6 %  | 17,3 %  | 0,0 %  |
| 1947  | 215 904   | 47 388    | 46       | 82,0 %  | 18,0 %  | 0,0 %  |

Les communes suivantes furent transférées de l'arrondissement de Courtrai (province de Flandre Occidentale) vers le nouvel arrondissement de Mouscron (province de Hainaut) en 1962 lors de la fixation de la frontière linguistique.
Mouscron - Luingne - Herseaux - Dottignies

## Arrondissement d'Ostende
Langue exclusivement ou le plus fréquemment parlée.
| Année | NL Nombre | FR Nombre | D Nombre | NL Part | FR Part | D Part |
| ----- | --------- | --------- | -------- | ------- | ------- | ------ |
| 1910  | 79 434    | 3 814     | 267      | 95,1 %  | 4,6 %   | 0,3 %  |
| 1920  | 80 474    | 4 456     | 28       | 94,7 %  | 5,2 %   | 0,0 %  |
| 1930  | 86 756    | 6 492     | 73       | 93,0 %  | 7,0 %   | 0,1 %  |
| 1947  | 97 774    | 5 555     | 25       | 94,6 %  | 5,4 %   | 0,0 %  |

## Arrondissement de Roulers
Langue exclusivement ou le plus fréquemment parlée.
| Année | NL Nombre | FR Nombre | D Nombre | NL Part | FR Part | D Part |
| ----- | --------- | --------- | -------- | ------- | ------- | ------ |
| 1910  | 104 848   | 297       | 2        | 99,7 %  | 0,3 %   | 0,0 %  |
| 1920  | 93 232    | 348       | 4        | 99,6 %  | 0,4 %   | 0,0 %  |
| 1930  | 103 475   | 663       | 14       | 99,3 %  | 0,6 %   | 0,0 %  |
| 1947  | 118 777   | 809       | 27       | 99,3 %  | 0,7 %   | 0,0 %  |

## Arrondissement de Tielt
Langue exclusivement ou le plus fréquemment parlée.
| Année | NL Nombre | FR Nombre | D Nombre | NL Part | FR Part | D Part |
| ----- | --------- | --------- | -------- | ------- | ------- | ------ |
| 1910  | 71 098    | 208       | 1        | 99,7 %  | 0,3 %   | 0,0 %  |
| 1920  | 68 361    | 202       | 1        | 99,7 %  | 0,3 %   | 0,0 %  |
| 1930  | 65 692    | 247       | 0        | 99,6 %  | 0,4 %   | 0,0 %  |
| 1947  | 71 059    | 292       | 7        | 99,6 %  | 0,4 %   | 0,0 %  |

## Arrondissement de Furnes
Langue exclusivement ou le plus fréquemment parlée.
| Année | NL Nombre | FR Nombre | D Nombre | NL Part | FR Part | D Part |
| ----- | --------- | --------- | -------- | ------- | ------- | ------ |
| 1910  | 35 728    | 569       | 8        | 98,4 %  | 1,6 %   | 0,0 %  |
| 1920  | 36 708    | 774       | 3        | 97,9 %  | 2,1 %   | 0,0 %  |
| 1930  | 37 230    | 1 545     | 34       | 95,9 %  | 4,0 %   | 0,1 %  |
| 1947  | 40 589    | 2 330     | 10       | 94,5 %  | 5,4 %   | 0,0 %  |

## Arrondissement d'Ath
Langue exclusivement ou le plus fréquemment parlée.
| Année | NL Nombre | FR Nombre | D Nombre | NL Part | FR Part | D Part |
| ----- | --------- | --------- | -------- | ------- | ------- | ------ |
| 1910  | 4 306     | 83 613    | 24       | 4,9 %   | 95,1 %  | 0,0 %  |
| 1920  | 3 513     | 79 089    | 12       | 4,3 %   | 95,7 %  | 0,0 %  |
| 1930  | 3 125     | 77 426    | 30       | 3,9 %   | 96,1 %  | 0,0 %  |
| 1947  | 3 548     | 71 997    | 545      | 4,7 %   | 94,6 %  | 0,7 %  |

## Arrondissement de Mons
Langue exclusivement ou le plus fréquemment parlée.
| Année | NL Nombre | FR Nombre | D Nombre | NL Part | FR Part | D Part |
| ----- | --------- | --------- | -------- | ------- | ------- | ------ |
| 1910  | 1 096     | 246 676   | 174      | 0,4 %   | 99,5 %  | 0,1 %  |
| 1920  | 1 053     | 247 796   | 15       | 0,4 %   | 99,6 %  | 0,0 %  |
| 1930  | 1 415     | 256 125   | 367      | 0,5 %   | 99,3 %  | 0,1 %  |
| 1947  | 1 422     | 240 446   | 2 166    | 0,6 %   | 98,5 %  | 0,9 %  |

## Arrondissement de Charleroi
Langue exclusivement ou le plus fréquemment parlée.
| Année | NL Nombre | FR Nombre | D Nombre | NL Part | FR Part | D Part |
| ----- | --------- | --------- | -------- | ------- | ------- | ------ |
| 1910  | 13 255    | 391 665   | 559      | 3,3 %   | 96,6 %  | 0,1 %  |
| 1920  | 14 447    | 399 263   | 89       | 3,5 %   | 96,5 %  | 0,0 %  |
| 1930  | 12 373    | 419 076   | 619      | 2,9 %   | 97,0 %  | 0,1 %  |
| 1947  | 7 148     | 399 330   | 2.931    | 1,7 %   | 97,5 %  | 0,7 %  |

## Arrondissement de Tournai
Langue exclusivement ou le plus fréquemment parlée.
| Année | NL Nombre | FR Nombre | D Nombre | NL Part | FR Part | D Part |
| ----- | --------- | --------- | -------- | ------- | ------- | ------ |
| 1910  | 2 171     | 154 084   | 47       | 1,4 %   | 98,6 %  | 0,0 %  |
| 1920  | 2 054     | 145 187   | 8        | 1,4 %   | 98,6 %  | 0,0 %  |
| 1930  | 2 566     | 147 828   | 18       | 1,7 %   | 98,3 %  | 0,0 %  |
| 1947  | 3 300     | 140 316   | 50       | 2,3 %   | 97,7 %  | 0,0 %  |

## Arrondissement de Thuin
Langue exclusivement ou le plus fréquemment parlée.
| Année | NL Nombre | FR Nombre | D Nombre | NL Part | FR Part | D Part |
| ----- | --------- | --------- | -------- | ------- | ------- | ------ |
| 1910  | 1 447     | 131 001   | 52       | 1,1 %   | 98,9 %  | 0,0 %  |
| 1920  | 1 527     | 128 371   | 17       | 1,2 %   | 98,8 %  | 0,0 %  |
| 1930  | 1 674     | 131 694   | 113      | 1,3 %   | 98,7 %  | 0,1 %  |
| 1947  | 1 156     | 126 293   | 423      | 0,9 %   | 98,8 %  | 0,3 %  |

## Arrondissement de Soignies
Langue exclusivement ou le plus fréquemment parlée.
| Année | NL Nombre | FR Nombre | D Nombre | NL Part | FR Part | D Part |
| ----- | --------- | --------- | -------- | ------- | ------- | ------ |
| 1910  | 12 942    | 141 378   | 86       | 8,4 %   | 91,6 %  | 0,1 %  |
| 1920  | 11 715    | 144 485   | 14       | 7,5 %   | 92,5 %  | 0,0 %  |
| 1930  | 11 846    | 150 171   | 148      | 7,3 %   | 92,6 %  | 0,1 %  |
| 1947  | 7 126     | 147 113   | 936      | 4,6 %   | 94,8 %  | 0,6 %  |

## Arrondissement de Waremme
Langue exclusivement ou le plus fréquemment parlée.
| Année | NL Nombre | FR Nombre | D Nombre | NL Part | FR Part | D Part |
| ----- | --------- | --------- | -------- | ------- | ------- | ------ |
| 1910  | 10 815    | 59 482    | 29       | 15,4 %  | 84,6 %  | 0,0 %  |
| 1920  | 11 163    | 58 402    | 2        | 16,0 %  | 84,0 %  | 0,0 %  |
| 1930  | 11 576    | 57 709    | 14       | 16,7 %  | 83,3 %  | 0,0 %  |
| 1947  | 11 798    | 54 957    | 44       | 17,7 %  | 82,3 %  | 0,1 %  |

Les communes suivantes furent transférées de l'arrondissement de Waremme (province de Liège) vers l'arrondissement flamand de Louvain (province de Brabant) en 1962 lors de la fixation de la frontière linguistique.
Attenhoven - Eliksem - Laar - Landen - Neerhespen - Neerlanden - Neerwinden - Overhespen - Overwinden - Rumsdorp - Waasmont - Walsbets - Walshoutem - Wange - Wezeren.

## Arrondissement de Huy
Langue exclusivement ou le plus fréquemment parlée.
| Année | NL Nombre | FR Nombre | D Nombre | NL Part | FR Part | D Part |
| ----- | --------- | --------- | -------- | ------- | ------- | ------ |
| 1910  | 159       | 99 419    | 58       | 0,2 %   | 99,8 %  | 0,1 %  |
| 1920  | 230       | 94 951    | 18       | 0,2 %   | 99,7 %  | 0,0 %  |
| 1930  | 354       | 94 642    | 49       | 0,4 %   | 99,6 %  | 0,1 %  |
| 1947  | 614       | 89 172    | 80       | 0,7 %   | 99,2 %  | 0,1 %  |

## Arrondissement de Liège
Langue exclusivement ou le plus fréquemment parlée.
| Année | NL Nombre | FR Nombre | D Nombre | NL Part | FR Part | D Part |
| ----- | --------- | --------- | -------- | ------- | ------- | ------ |
| 1910  | 13 680    | 494 985   | 3 602    | 2,7 %   | 96,6 %  | 0,7 %  |
| 1920  | 11 583    | 488 438   | 399      | 2,3 %   | 97,6 %  | 0,1 %  |
| 1930  | 10 723    | 526 030   | 2 016    | 2,0 %   | 97,6 %  | 0,4 %  |
| 1947  | 9 193     | 522 481   | 4 155    | 1,7 %   | 97,5 %  | 0,8 %  |

Les communes suivantes furent transférées de l'arrondissement de Liège (province de Liège) vers l'arrondissement flamand de Tongres (province de Limbourg) en 1962 lors de la fixation de la frontière linguistique.
Mouland - Fouron-le-Comte

## Arrondissement de Verviers
Langue exclusivement ou le plus fréquemment parlée.
| Année | NL Nombre | FR Nombre | D Nombre | NL Part | FR Part | D Part |
| ----- | --------- | --------- | -------- | ------- | ------- | ------ |
| 1910  | 4 632     | 153 895   | 15 616   | 2,7 %   | 88,4 %  | 9,0 %  |
| 1920  | 3 892     | 157 967   | 61 283   | 1,7 %   | 70,8 %  | 27,5 % |
| 1930  | 3 963     | 169 188   | 58 849   | 1,7 %   | 72,9 %  | 25,4 % |
| 1947  | 3 553     | 170 083   | 52 355   | 1,6 %   | 75,3 %  | 23,2 % |

La croissance soudaine du nombre de Germanophones lors du recensement de 1920 est la conséquence de l'annexion des Cantons de l'Est par la Belgique après la Première Guerre mondiale.
Les communes suivantes furent transférées de l'arrondissement de Verviers (province de Liège) vers l'arrondissement flamand de Tongres (province de Limbourg) en 1962 lors de la fixation de la frontière linguistique.
Teuven - Rémersdael - Fouron-Saint-Martin - Fouron-Saint-Pierre

## Arrondissement de Dinant
Langue exclusivement ou le plus fréquemment parlée.
| Année | NL Nombre | FR Nombre | D Nombre | NL Part | FR Part | D Part |
| ----- | --------- | --------- | -------- | ------- | ------- | ------ |
| 1910  | 141       | 88 715    | 62       | 0,2 %   | 99,8 %  | 0,1 %  |
| 1920  | 174       | 84 377    | 17       | 0,2 %   | 99,8 %  | 0,0 %  |
| 1930  | 276       | 83 237    | 17       | 0,3 %   | 99,6 %  | 0,0 %  |
| 1947  | 560       | 81 385    | 45       | 0,7 %   | 99,3 %  | 0,0 %  |

## Arrondissement de Namur
Langue exclusivement ou le plus fréquemment parlée.
| Année | NL Nombre | FR Nombre | D Nombre | NL Part | FR Part | D Part |
| ----- | --------- | --------- | -------- | ------- | ------- | ------ |
| 1910  | 1 035     | 201 094   | 122      | 0,5 %   | 99,4 %  | 0,1 %  |
| 1920  | 999       | 196 494   | 45       | 0,5 %   | 99,5 %  | 0,0 %  |
| 1930  | 915       | 202 062   | 40       | 0,5 %   | 99,5 %  | 0,0 %  |
| 1947  | 1 751     | 202 674   | 519      | 0,9 %   | 98,9 %  | 0,3 %  |

## Arrondissement de Philippeville
Langue exclusivement ou le plus fréquemment parlée.
| Année | NL Nombre | FR Nombre | D Nombre | NL Part | FR Part | D Part |
| ----- | --------- | --------- | -------- | ------- | ------- | ------ |
| 1910  | 286       | 58 025    | 28       | 0,5 %   | 99,5 %  | 0,0 %  |
| 1920  | 153       | 55 182    | 1        | 0,3 %   | 99,7 %  | 0,0 %  |
| 1930  | 243       | 56 594    | 26       | 0,4 %   | 99,5 %  | 0,0 %  |
| 1947  | 581       | 53 255    | 58       | 1,1 %   | 98,8 %  | 0,1 %  |

## Arrondissement d'Arlon
Langue exclusivement ou le plus fréquemment parlée.
| Année | NL Nombre | FR Nombre | D Nombre | NL Part | FR Part | D Part |
| ----- | --------- | --------- | -------- | ------- | ------- | ------ |
| 1910  | 244       | 9 728     | 29 195   | 0,6 %   | 24,8 %  | 74,5 % |
| 1920  | 217       | 16 253    | 22 353   | 0,6 %   | 41,9 %  | 57,6 % |
| 1930  | 155       | 21 575    | 18 053   | 0,4 %   | 54,2 %  | 45,4 % |
| 1947  | 116       | 35 726    | 2 321    | 0,3 %   | 93,6 %  | 6,1 %  |

## Arrondissement de Bastogne
Langue exclusivement ou le plus fréquemment parlée.
| Année | NL Nombre | FR Nombre | D Nombre | NL Part | FR Part | D Part |
| ----- | --------- | --------- | -------- | ------- | ------- | ------ |
| 1910  | 110       | 38 557    | 2 256    | 0,3 %   | 94,2 %  | 5,5 %  |
| 1920  | 79        | 38 718    | 1 996    | 0,2 %   | 94,9 %  | 4,9 %  |
| 1930  | 98        | 37 451    | 996      | 0,3 %   | 97,2 %  | 2,6 %  |
| 1947  | 141       | 36 004    | 194      | 0,4 %   | 99,1 %  | 0,5 %  |

## Arrondissement de Marche-en-Famenne
Langue exclusivement ou le plus fréquemment parlée.
| Année | NL Nombre | FR Nombre | D Nombre | NL Part | FR Part | D Part |
| ----- | --------- | --------- | -------- | ------- | ------- | ------ |
| 1910  | 13        | 42 611    | 8        | 0,0 %   | 100,0 % | 0,0 %  |
| 1920  | 51        | 41 432    | 7        | 0,1 %   | 99,9 %  | 0,0 %  |
| 1930  | 56        | 40 455    | 18       | 0,1 %   | 99,8 %  | 0,0 %  |
| 1947  | 153       | 39 134    | 26       | 0,4 %   | 99,5 %  | 0,1 %  |

## Arrondissement de Neufchâteau
Langue exclusivement ou le plus fréquemment parlée.
| Année | NL Nombre | FR Nombre | D Nombre | NL Part | FR Part | D Part |
| ----- | --------- | --------- | -------- | ------- | ------- | ------ |
| 1910  | 116       | 56 073    | 49       | 0,2 %   | 99,7 %  | 0,1 %  |
| 1920  | 63        | 54 402    | 30       | 0,1 %   | 99,8 %  | 0,1 %  |
| 1930  | 22        | 53 587    | 6        | 0,0 %   | 99,9 %  | 0,0 %  |
| 1947  | 160       | 52 281    | 27       | 0,3 %   | 99,6 %  | 0,1 %  |

## Arrondissement de Virton
Langue exclusivement ou le plus fréquemment parlée.
| Année | NL Nombre | FR Nombre | D Nombre | NL Part | FR Part | D Part |
| ----- | --------- | --------- | -------- | ------- | ------- | ------ |
| 1910  | 51        | 41 658    | 104      | 0,1 %   | 99,6 %  | 0,2 %  |
| 1920  | 34        | 39 695    | 23       | 0,1 %   | 99,9 %  | 0,1 %  |
| 1930  | 35        | 39 707    | 35       | 0,1 %   | 99,8 %  | 0,1 %  |
| 1947  | 60        | 38 340    | 24       | 0,2 %   | 99,8 %  | 0,1 %  |